# Автономний район (КНР)
Автономний район (спрощ.: 自治区; піньїнь: Zìzhìqū) — адміністративна одиниця першого провінційного рівня в Китайській Народній Республіці. Найвищий клас самоврядних адміністративних одиниць у країні.
Статус автономних районів мають:
- Сінцзян,
- Внутрішня Монголія,
- Тибет,
- Нінся,
- Гуансі.